# 华力西造山运动

海西- 阿勒格尼山脉在石炭纪中期的位置。当今的海岸线以灰色表示，以供参考。

华力西造山运动（英语：Variscan orogeny），又称海西造山运动（英语：Hercynian orogeny），是指古生代晚期欧美大陆与冈瓦纳大陆碰撞形成盘古超大陸的地质造山事件。 

## 分布

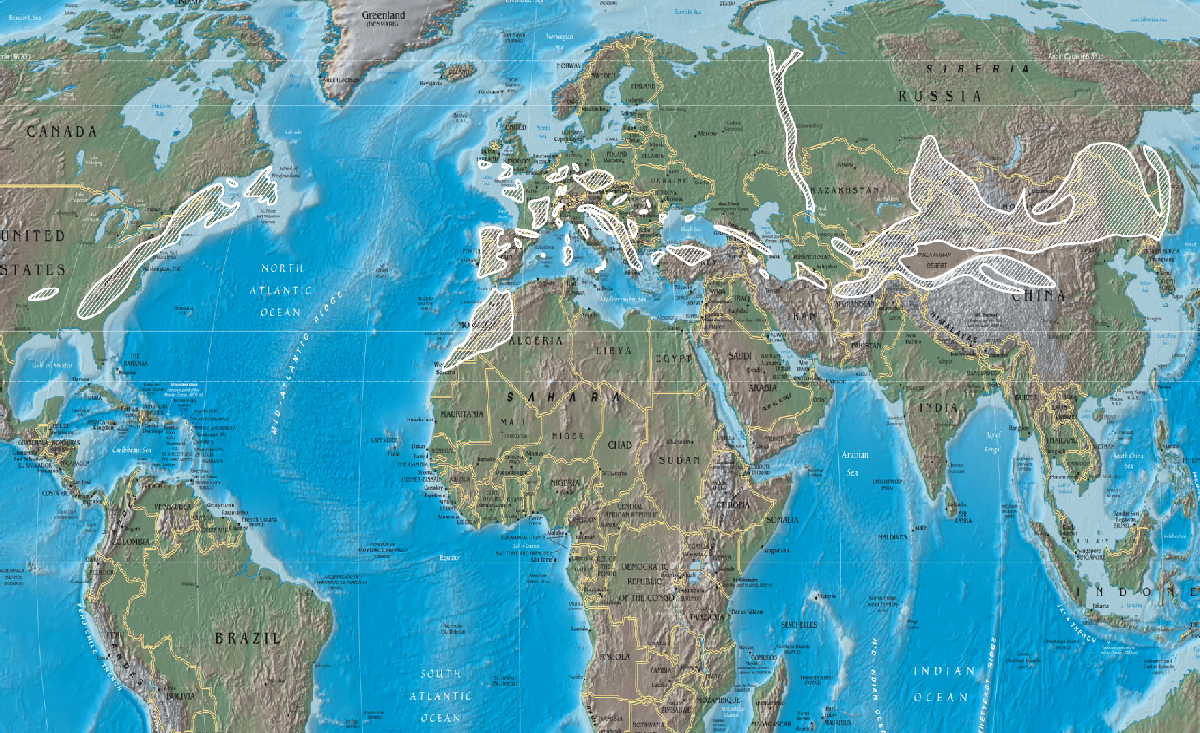
与华西力造山运动（阴影）年代相近的造山带分布

北美洲和欧洲的华西力造山带包括伊比利亚半岛的山脉（加利西亚和比利牛斯山）、爱尔兰西南部(如芒斯特省)、康瓦尔郡、德文郡、彭布罗克郡、高尔半岛和格拉摩根谷。在法国，它的影响体现于布列塔尼半岛，经巴黎盆地至阿登地区、法国中央高原、孚日山脉和科西嘉。
华西力带接着出现在意大利撒丁岛，以及德国的莱茵河高地(阿登、艾费尔山、洪斯吕克山、陶努斯山和中莱茵河谷两岸其他地区)，接着到黑林山和哈茨山。在伊比利亚南部，它被一条典型走滑剪切带分为两块截然不同的地块，阿尔加维大区北部延伸至安达卢西亚自治地区北端和埃斯特雷马杜拉南部，相当宽阔的带上，高级变质岩和低级沉积岩的划然两分是韧性剪切的清晰证据。:1299–1314:691–702
在捷克和波兰西南部，波西米亚山位于华西力带东端。向东南方向延伸的华西力带被阿尔卑斯造山运动隐藏和套印。阿尔卑斯山中的华西力山脉有梅康图尔国家公园、佩尔武、贝勒多讷山脉、勃朗峰山脉和阿尔马西夫山块。狄那里克阿尔卑斯山脉、希腊及土耳其的山脉是华西力带的东南端。
华西力造山运动与美国和加拿大的阿卡迪亚造山运动和阿莱干尼造山运动同时，后两者形成了沃希托山脉和阿巴拉契亚山脉。北美洲由华西力造山运动引起的褶皱带包括新英格兰、新斯科舍省和纽芬兰与拉布拉多省的山脉。非洲西北部摩洛哥台地和小阿特拉斯山脉展现出与阿巴拉契亚山脉的密切关系，并在侏罗纪大西洋张裂前形成了阿巴拉契亚山脉的东部区域。在更广的时间尺度上，华西力诸山脉还包括乌拉尔山脉、帕米尔高原、天山等亚洲褶皱带。

## 形成
华西力运动牵涉了许多微板块的复杂而各式的结合，和不同时期的碰撞，使得板块构造的具体还原相当困难。板块会聚引发了志留纪的加里东造山运动，并在之后的泥盆纪和石炭纪持续发展为华西力运动。两次运动都反映为石炭纪末盘古大陆的形成。
在奥陶纪，一块被称为冈瓦纳的陆块(今日南美洲、非洲、南极洲和澳洲)横跨了地球一侧的南半球和赤道。西边是其他3个大陆：劳伦西亚大陆、西伯利亚大陆和波罗的大陆，形成如三角形三个顶点的分布。它们的南边是大片群岛海，即阿瓦隆尼亚大陆，它在早奥陶世从冈瓦纳大陆北缘脱离。
在志留纪末和早泥盆世，波罗的大陆和劳伦西亚大陆彼此趋近，使得它们间的巨神海闭合，在加里东造山运动中拼合到一起，形成了北美、格陵兰、不列颠群岛和挪威的加里东山脉。阿瓦隆尼亚南缘的海底扩张将后者推到劳伦西亚北部，使得阿巴拉契亚山脉北部和华西力运动的阿卡迪亚造山运动部分发生逆冲。同时，阿瓦隆尼亚大陆和波罗的大陆间的托恩奎斯特海彻底关闭，阿瓦隆尼亚大陆形成了新的劳伦西亚大陆(今日北美洲、不列颠群岛、德国北部、斯堪的纳维亚和俄罗斯西部的老红砂岩大陆)的南缘。
南欧于奥陶纪稍晚于阿瓦隆尼亚从冈瓦纳大陆上脱落的阿摩里卡群岛，在晚泥盆世和石炭纪与阿瓦隆尼亚合并，使得北美/欧洲华西力运动进入第二幕，其位置位于加里东/阿巴拉契亚以东。冈瓦纳大陆和劳伦西亚大陆的碰撞在早石炭世发生，此时华西力带的位置大都已经稳定下来，进入抬升活跃期。
到石炭纪末，冈瓦纳大陆已经与劳亚大陆的西端相连，即南美洲北部与非洲西南部相连。西伯利亚陆块从东北方来，跟劳伦西亚大陆只以浅海相隔。与西伯利亚大陆的碰撞最迟在古生代末期形成了乌拉尔山脉，完成了盘古大陆的塑造。东劳伦西亚大陆仍与盘古大陆以古特提斯洋相隔。到三叠纪，动物就能从北极的西伯利亚大陆无视中间的浅海直抵南极的南极洲。在中生代，抬升和随后的大西洋张裂最终使得盘古大陆分裂。

## 更多阅读
- Matte, P. . Terra Nova. 2001, 13 (2): 122–128. Bibcode:2001TeNov..13..122M. doi:10.1046/j.1365-3121.2001.00327.x.
- Ziegler, P.A.  2. Shell Internationale Petroleum Maatschappij BV. 1990. ISBN 978-90-6644-125-5.
- von Raumer, J.; Stampfli, G.M.; Borel, G.D.; Bussy, F.  (PDF). International Journal of Earth Sciences. 2002, 91: 35–52  [2020-04-20]. Bibcode:2002IJEaS..91...35V. doi:10.1007/s005310100200. （原始内容存档 (PDF)于2021-11-19）.
- von Raumer, J.; Stampfli, G.M.; Bussy, F. . Tectonophysics. 2003, 365 (1–4): 7–22. Bibcode:10.1.1.430.1420 请检查|bibcode=值 (帮助). doi:10.1016/S0040-1951(03)00015-5.
- Stampfli, GM; Borel, GD. Cavazza W, Roure F, Spakman W, Stampfli GM, Ziegler P , 编. . Springer Verlag. 2004. ISBN 978-3-540-22181-4.